# 林温泉
林温泉（はやしおんせん）は、群馬県吾妻郡長野原町にある温泉。

## 泉質
- ナトリウム・カルシウム-塩化物泉
  - 泉温　75.5℃

## 温泉地
八ッ場ダム周辺にある林集落の一角に、地元民専用の共同浴場「かたくりの湯」が1軒存在する。
地元民以外でも入浴可能。施設は簡素な造りとなっており、浴槽は男女別の内風呂のみ。
以前の旧施設では素朴で小規模な造りとなっていたが、2015年に旧施設のすぐ隣に、新施設が完成する。旧施設の方は新施設完成直後に解体された。
近くの「道の駅八ッ場ふるさと館」に併設された足湯もこの温泉を利用している。
料金
- 大人（地元民以外）：300円

## アクセス
鉄道
- JR吾妻線・川原湯温泉駅よりタクシーで5分。

自動車
- 関越自動車道渋川伊香保ICより国道145号経由、車で60分。